# Grand Prix automobile des États-Unis Est 1978
Résultats du Grand Prix des États-Unis Est de Formule 1 1978 qui a eu lieu sur le circuit de Watkins Glen le 1er octobre 1978.

## Classement

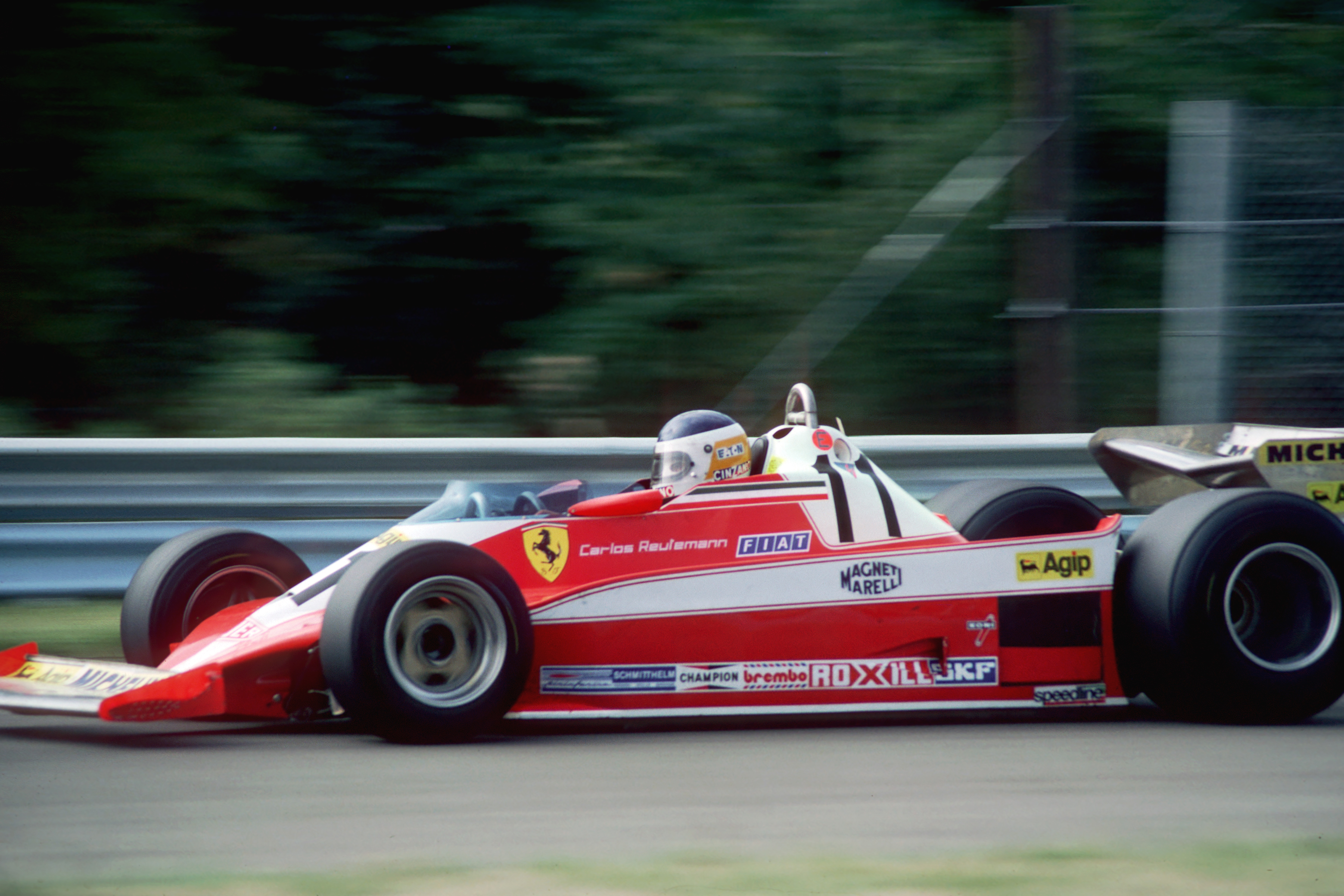
Carlos Reutemann, vainqueur sur Ferrari 312 T3

| Pos  | N° | Pilote                | Écurie             | Tours | Temps/Abandon       | Grille | Points |
| ---- | -- | --------------------- | ------------------ | ----- | ------------------- | ------ | ------ |
| 1    | 11 | Carlos Reutemann      | Ferrari            | 59    | 1 h 40 min 48 s 800 | 2      | 9      |
| 2    | 27 | Alan Jones            | Williams-Ford      | 59    | +19 s 739           | 3      | 6      |
| 3    | 20 | Jody Scheckter        | Wolf-Ford          | 59    | +45 s 701           | 11     | 4      |
| 4    | 15 | Jean-Pierre Jabouille | Renault            | 59    | +1 min 25 s 007     | 9      | 3      |
| 5    | 14 | Emerson Fittipaldi    | Fittipaldi-Ford    | 59    | +1 min 28 s 089     | 13     | 2      |
| 6    | 8  | Patrick Tambay        | McLaren-Ford       | 59    | +1 min 50 s 210     | 18     | 1      |
| 7    | 7  | James Hunt            | McLaren-Ford       | 58    | +1 tour             | 6      |        |
| 8    | 22 | Derek Daly            | Ensign-Ford        | 58    | +1 tour             | 19     |        |
| 9    | 18 | René Arnoux           | Surtees-Ford       | 58    | +1 tour             | 21     |        |
| 10   | 3  | Didier Pironi         | Tyrrell-Ford       | 58    | +1 tour             | 16     |        |
| 11   | 26 | Jacques Laffite       | Ligier-Matra       | 58    | +1 tour             | 10     |        |
| 12   | 21 | Bobby Rahal           | Wolf-Ford          | 58    | +1 tour             | 20     |        |
| 13   | 23 | Brett Lunger          | Ensign-Ford        | 58    | +1 tour             | 24     |        |
| 14   | 17 | Clay Regazzoni        | Shadow-Ford        | 56    | +3 tours            | 17     |        |
| 15   | 55 | Jean-Pierre Jarier    | Lotus-Ford         | 55    | Panne d'essence     | 8      |        |
| 16   | 36 | Rolf Stommelen        | Arrows-Ford        | 54    | +5 tours            | 22     |        |
| Abd. | 37 | Arturo Merzario       | Team Merzario-Ford | 46    | Boîte de vitesses   | 26     |        |
| Abd. | 9  | Michael Bleekemolen   | ATS-Ford           | 43    | Fuite d'huile       | 25     |        |
| Abd. | 1  | Niki Lauda            | Brabham-Alfa Romeo | 28    | Moteur              | 5      |        |
| Abd. | 5  | Mario Andretti        | Lotus-Ford         | 27    | Moteur              | 1      |        |
| Abd. | 2  | John Watson           | Brabham-Alfa Romeo | 25    | Moteur              | 7      |        |
| Abd. | 4  | Patrick Depailler     | Tyrrell-Ford       | 23    | Distributeur        | 12     |        |
| Abd. | 12 | Gilles Villeneuve     | Ferrari            | 22    | Moteur              | 4      |        |
| Abd. | 10 | Keke Rosberg          | ATS-Ford           | 21    | Transmission        | 15     |        |
| Abd. | 16 | Hans-Joachim Stuck    | Shadow-Ford        | 1     | Pompe à essence     | 14     |        |
| Abd. | 25 | Héctor Rebaque        | Lotus-Ford         | 0     | Embrayage           | 23     |        |
| Nq.  | 19 | Beppe Gabbiani        | Surtees-Ford       |       | Non qualifié        |        |        |

Légende :
- Abd.=Abandon

## Pole position et record du tour
- Pole position : Mario Andretti en 1 min 39 s 179 (vitesse moyenne : 199,421 km/h).
- Tour le plus rapide : Jean-Pierre Jarier en 1 min 39 s 557 au 55e tour (vitesse moyenne : 196,531 km/h).

## Tours en tête
- Mario Andretti : 2 (1-2)
- Carlos Reutemann : 57 (3-59)

## À noter
- 9e victoire pour Carlos Reutemann.
- 72e victoire pour Ferrari en tant que constructeur.
- 72e victoire pour Ferrari en tant que motoriste.